# Mercan’Tour Classic Alpes-Maritimes
Die Mercan'Tour Classic Alpes-Maritimes ist ein Straßenradrennen für Männer in Frankreich.
Das Eintagesrennen wurde erstmals in der Saison 2021 ausgetragen und endet mit einer Bergankunft. Die Strecke führt durch den Nationalpark Mercantour im Norden des Départements Alpes-Maritimes. Das Rennen ist Bestandteil der UCI Europe Tour und in die Kategorie 1.1 eingestuft.

## Palmarès
| Jahr | Sieger           | Zweiter                | Dritter             |
| ---- | ---------------- | ---------------------- | ------------------- |
| 2021 | Guillaume Martin | Aurélien Paret-Peintre | Bruno Armirail      |
| 2022 | Jakob Fuglsang   | Michael Woods          | David Gaudu         |
| 2023 | Richard Carapaz  | Felix Gall             | Lennert Van Eetvelt |
| 2024 | Lenny Martinez   | Clément Berthet        | Harm Vanhoucke      |
| 2025 |                  |                        |                     |